# Fournes-en-Weppes
Fournes-en-Weppes és un municipi francès, de la regió dels Alts de França i del departament del Nord. L'any 2006 tenia 1.945 habitants. Limita al nord-est amb Beaucamps-Ligny, al sud-est amb Wavrin, al sud amb Sainghin-en-Weppes, al sud-oest amb Wicres, a l'oest amb Fromelles i Herlies i al nord-oest amb Le Maisnil.

## Demografia
| 1962                                       | 1968  | 1975  | 1982  | 1990  | 1999  | 2006  |
| ------------------------------------------ | ----- | ----- | ----- | ----- | ----- | ----- |
| 1.409                                      | 1.455 | 1.394 | 1.740 | 1.925 | 2.009 | 1.945 |
| Des de 1962: població sense dobles comptes |       |       |       |       |       |       |

## Administració
| Període | Identitat      | Partit |
| ------- | -------------- | ------ |
| 2001-   | Daniel Herbaut |        |